# انتکاویر
انتکاویر (انگلیسی: Entecavir) (ETV) (با نام تجاری Baraclude) یک داروی ضد ویروسی است که در درمان عفونت ویروس هپاتیت بی (HBV) به کار می‌رود.  در افراد مبتلا به HIV/AIDS و HBV باید از داروهای ضد رتروویروسی نیز استفاده شود. انتکاویر از راه خوراکی به صورت قرص یا محلول مصرف می‌شود.
عوارض جانبی رایج عبارتند از سردرد، حالت تهوع، قند خون بالا و کاهش عملکرد کلیه. عوارض جانبی شدید شامل بزرگ شدن کبد، افزایش سطح لاکتات خون و التهاب کبد در صورت قطع دارو است. در حالی که به نظر می رسد استفاده از آن در دوران بارداری ضرری ندارد، این استفاده به خوبی مورد مطالعه قرار نگرفته است. انتکاویر در خانواده داروهای مهارکننده‌های ترانس کریپتاز معکوس نوکلئوزیدی (NRTIs) قرار دارد و با مسدود کردن ترانس کریپتاز معکوس از تکثیر ویروس هپاتیت B جلوگیری می‌کند.
انتکاویر در سال ۲۰۰۵ میلادی برای استفاده پزشکی تأیید شد. در فهرست داروهای ضروری سازمان بهداشت جهانی قرار دارد.  در ایالات متحده، از سال ۲۰۱۵، این دارو به عنوان یک داروی عمومی در دسترس نیست.

## مصارف پزشکی
انتکاویر عمدتا برای درمان عفونت مزمن هپاتیت B در بزرگسالان و کودکان دو سال و بالاتر با تکثیر ویروسی فعال و شواهد بیماری فعال با افزایش آنزیم‌های کبدی استفاده می‌شود. همچنین برای جلوگیری از عفونت مجدد HBV پس از پیوند کبد و درمان بیماران HIV آلوده به HBV استفاده می‌شود. انتکاویر در برابر HIV ضعیف است، اما برای استفاده در بیماران مبتلا به HIV-HBV بدون رژیم ضد HIV به طور کامل سرکوب کننده توصیه نمی‌شود، زیرا ممکن است برای مقاومت به لامیوودین و امتریسیتابین در HIV انتخاب شود.

اثربخشی انتکاویر در چندین کارآزمایی تصادفی، دوسوکور و چند مرکزی مورد مطالعه قرار گرفته است. انتکاویر از راه خوراکی درمان موثر و به طور کلی به خوبی قابل تحمل است.